# Syneches primissimus
Syneches primissimus är en tvåvingeart som beskrevs av Jones 1940. Syneches primissimus ingår i släktet Syneches och familjen puckeldansflugor.
Artens utbredningsområde är Uganda. Inga underarter finns listade i Catalogue of Life.